# Herb Seszeli
Herb Seszeli – herb Seszeli przyjęty w 1996 roku.

## Opis
Herb przedstawia tarczę, na której widoczny jest żółw olbrzymi na trawie. Jest on symbolem fauny Seszeli. Za żółwiem znajduje się palma lodoicja seszelska. W tle widoczne jest niebieskie morze z wyspą oraz statkiem.
Nad tarczą hełm, zawój i klejnot. Ponad nimi znajduje się rysunek faetona żółtodziobego (Phaethon lepturus lepturus), który niektórym przypomina mewę. Trzymaczami są dwie żaglice. Pod tarczą znajduje się wstęga z dewizą Seszeli: Finis Coronat Opus (łac. „Koniec wieńczy dzieło”). 

## Historia

1903–1961
1961–1976
1976–1996

W 1996 roku kolory herbu zmieniono na jaśniejsze. Zmieniono  zawój z biało-niebiesko-czerwonego (w oparciu o starszą flagę Seszeli) na niebiesko-żółto-czerwono-biało-zieloną (kolor obecnej flagi Seszeli).